# Pione violette
Pionus fuscus
Espèce
Statut de conservation UICN

 LC  : Préoccupation mineure
Synonymes
- Psittacus fuscus

Statut CITES
La Pione violette (Pionus fuscus), est une espèce d'oiseaux de la famille des Psittacidae.

## Description
Certains individus de cette espèce sont vraiment bruns, tandis que d'autres sont plus violacés sur le ventre, d'autres très clairs de couleur et certains mâles ont un reflet argenté sur le dos.

### Distribution
Cet oiseau vit dans le Plateau des Guyanes et le nord du Brésil, avec une petite population disparate à la frontière de la Colombie et du Vénézuela.

### Habitat
Cette espèce peuple les régions boisées et fréquente rarement les zones découvertes.

### Nourriture
Cet oiseau est granivore et herbivore.

### Reproduction
La pione violette est un maître agressif dans sa volière. Surtout en période de reproduction, il s’approche de son soigneur, avec les plumes de la queue grandes ouvertes, en se bombant le dos et relevant les plumes du cou. En faisant un maximum de bruit, il essaye certainement de protéger de cette manière sa femelle. Au printemps, lorsque le temps le permet, ils vont pondre de 3 à 5 œufs.  
L'accouplement d'une femelle de 2 ans avec un mâle de 3 ans ou plus donne de bons résultats. En général, ils couvent à partir du premier ou second œuf pendant 26 à 30 jours.

### Sexage
Il n'existe quasiment pas de différence visuelle entre mâle et femelle.

La façon la plus sûre est d'utiliser le sexage à l'aide de l'analyse de l'ADN de l'oiseau, qui se pratique grâce à quelques plumes.

### Captivité
Il a la plus forte voix parmi les Pionus, mais heureusement il ne la fait pas souvent entendre.